# Michele Curticio
Michele Curticio in greco  Μιχαήλ Κουρτίκιος?, Michael Kourtikios (fl. X secolo) era un alto comandante militare bizantino e un sostenitore di Barda Sclero durante la ribellione di quest'ultimo contro Basilio II Bulgaroctono.

## Biografia
La famiglia Curticio o Curtice era di origine armena ed entrò al servizio di Bisanzio sotto Basilio I il Macedone (r. 867-886), quando il suo fondatore eponimo, K'urdik, cedette la sua fortezza di Lokana all'Impero.
Non si sa nulla della prima vita e della carriera di Michele Curticio, anche se un suo sigillo attesta che ricoprì la carica di topoteretes di Tracia. Nel 976, il generale Barda Sclero si ribellò a Basilio II (regno 976-1025) con l'appoggio dei themata orientali. Alla fine del 976 o all'inizio del 977 attraversò le montagne dell'Anti-Tauro e sconfisse un esercito lealista a Lapara. Questo evento rafforzò la posizione di Sclero e portò alla defezione di diversi ufficiali di alto rango. Secondo il resoconto dello storico della fine dell'XI secolo Giovanni Scilize, in seguito alla vittoria di Sclero a Lapara, ad Attaleia, la capitale del thema di Kibyrrhaioton, la popolazione si sollevò in suo sostegno. Fecero prigioniero l'ammiraglio locale e offrirono i loro servizi, insieme all'intera flotta del thema, a Sclero, che pose Curticio come nuovo comandante dei Cibirreoti. Leone il Diacono, tuttavia, che fu contemporaneo alla ribellione, riporta che ciò avvenne solo più tardi, nel 978, dopo che Sclero ottenne una vittoria contro il generale lealista Barda Foca il Giovane, che Attaleia passò al ribelle. Werner Seibt, seguito da altri studiosi come Alexander Kazhdan e Michael Whittow, ha inoltre ipotizzato che Curticio fosse in realtà l'ammiraglio deposto dagli Attalei, che poi passò nelle file di Sclero.
Secondo quanto riferisce Scilize, Curticio attaccò e razziò diverse isole dell'Egeo e si preparò a conquistare Abido sull'Ellesponto, tagliando così i collegamenti marittimi fra Costantinopoli e le province occidentali ancora fedeli a Basilio e consentendo a Sclero di traghettare le sue truppe in Europa. Scilize racconta che in seguito fu sconfitto in una grande battaglia al largo di Focea dal Droungarios della flotta imperiale, Teodoro Caranteno. Leone il Diacono, invece, riporta che la flotta imperiale era guidata da Barda Parsacuteno, che sconfisse una flotta ribelle al largo di Abido grazie all'uso del fuoco greco. Gli studiosi moderni sostengono quindi che potrebbero esserci stati due scontri navali, uno sotto Parsacuteno al largo di Abido e uno sotto Caranteno, che di conseguenza era probabilmente uno stratego di un thema piuttosto che il droungarios della flotta imperiale, contro Curticio al largo di Focea.